# Aeronau

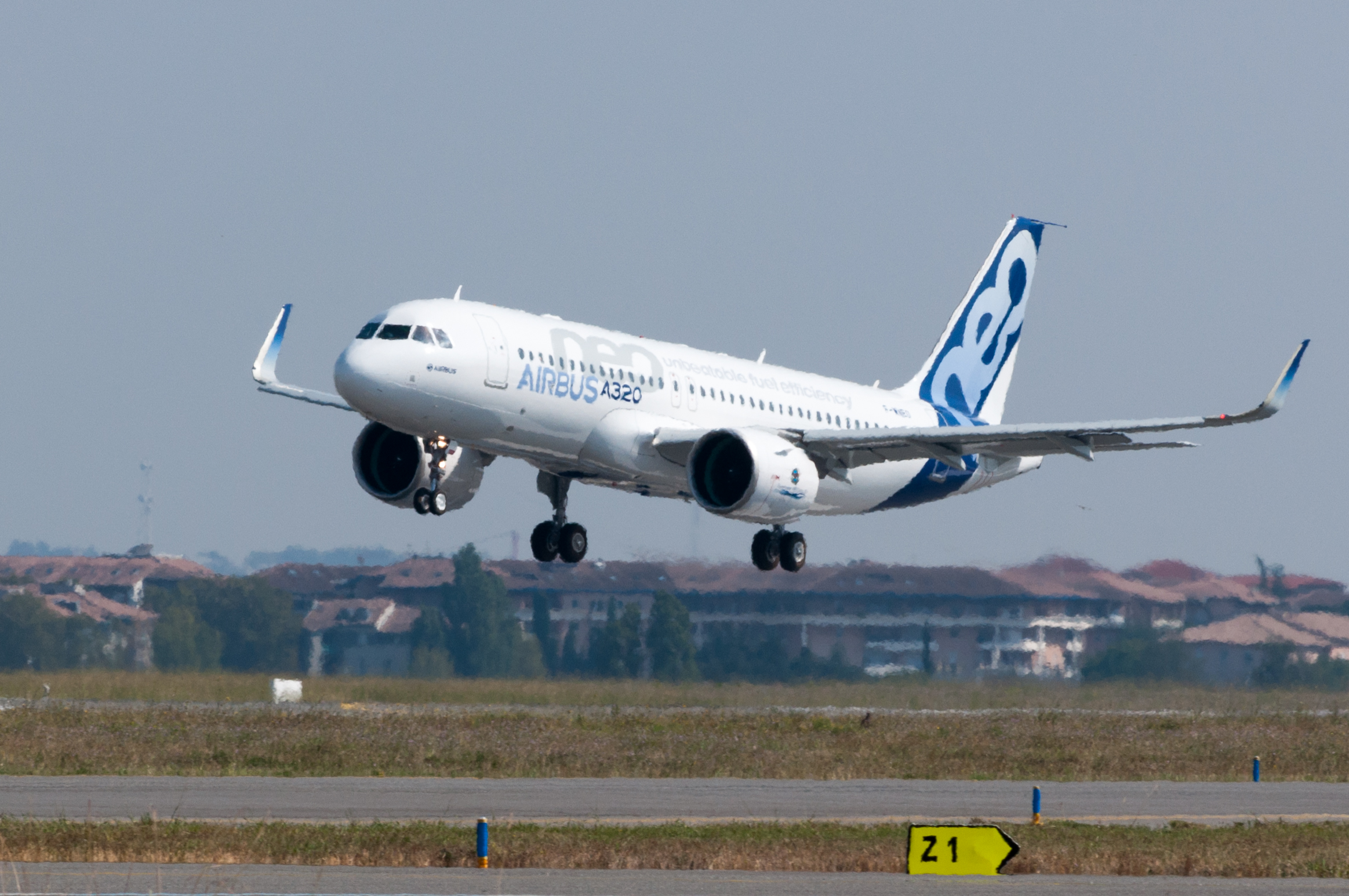
Primer vol de la sèrie Airbus A320neo. La família A320 fou la primera a incorporar control per senyals elèctrics.

Una aeronau o nau aèria és un vehicle dissenyat per desplaçar-se per l'aire per transportar mercaderies, persones o ambdues coses alhora. Són exemples d'aeronau els globus, avions o helicòpters. S'han de distingir les aeronaus dels objectes que no s'ajuden de l'atmosfera per volar, és a dir, totes les aeronaus depenen de l'existència d'alguna mena d'atmosfera per crear una sustentació prou gran per suportar el seu propi pes. És per això que la majoria de coets o míssils no es consideren aeronaus. L'activitat humana que envolta l'avió s'anomena aviació. Les aeronaus tripulades són controlades per un pilot. Els vehicles no tripulats s'anomenen sovint UAVs (de l'anglès Unmanned Aerial Vehicles).

## Classificació pel mètode de sustentació

### Aeronaus més lleugeres que l'aire (aeròstats)

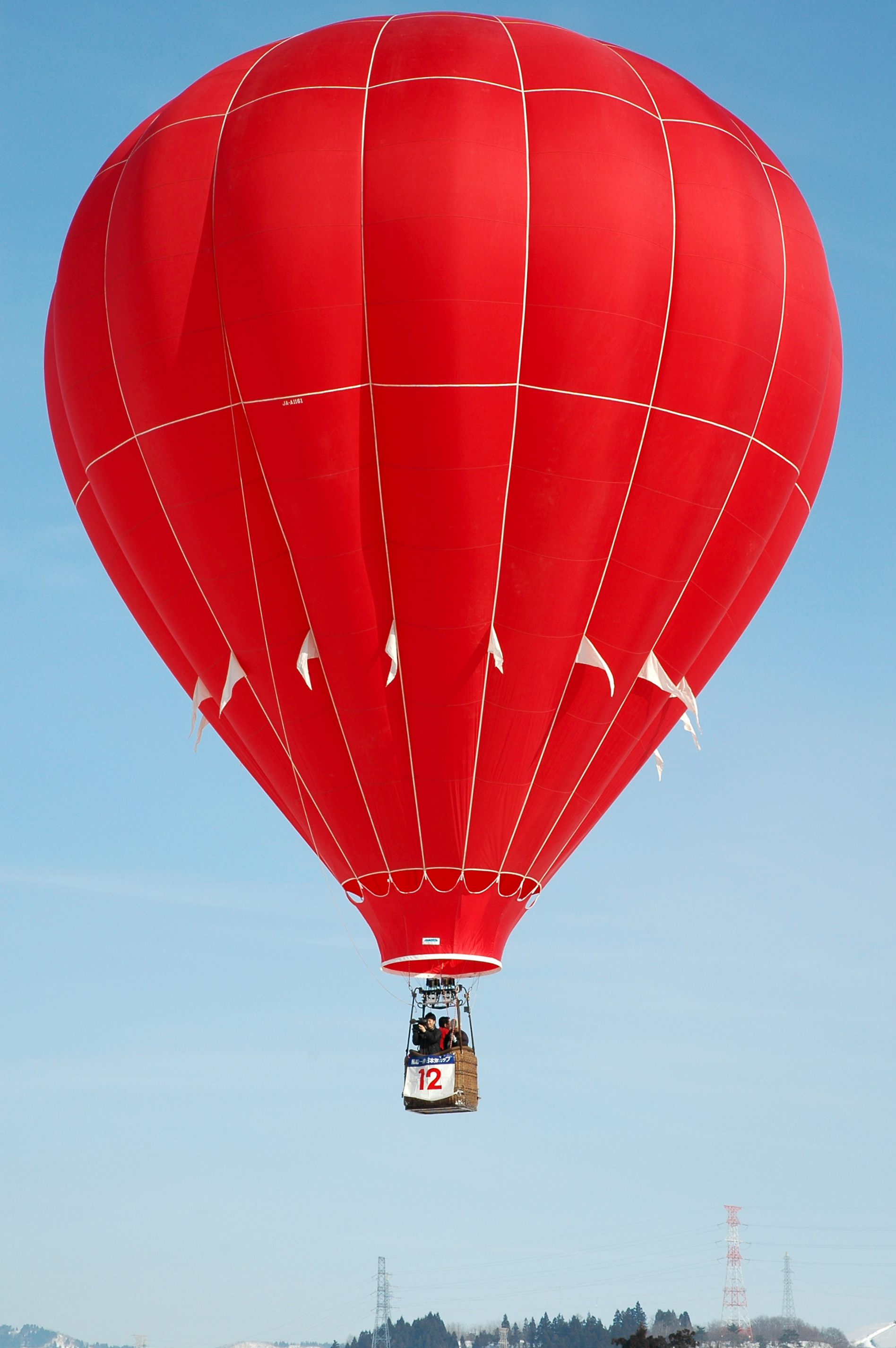
Un globus d'aire calent en vol.

Els aeròstats volen, ja que la densitat de l'aparell és menor que la de l'aire, provocant així un efecte de sustentació similar a l'empenyiment d'un cos submergit a qualsevol altre fluid (vegeu el principi d'Arquimedes). Floten de la mateixa manera que els vaixells a l'aigua, tanmateix, a diferència de l'aigua, la densitat de l'aire no és homogènia disminuint a mesura que s'ascendeix. La força sustentadora L d'un aeròstat de volum V ple d'un gas de densitat ρ' menor que la densitat ρ de l'aire a l'altitud de vol ve donada per:
{\displaystyle \,\!L=g(\rho -\rho ')V}
on g és l'acceleració de la gravetat.
Els aeròstats estan formats per un dipòsit més gran que la cabina que sustenta. Aquest dipòsit s'emplena d'un gas més lleuger que l'aire atmosfèric, com per exemple hidrogen, heli o aire calent. Si a la massa d'aire contingut s'afegeix la massa de la cabina, resulta que han de sumar la mateixa massa que la de l'aire que l'aeròstat ha desplaçat. Les dues configuracions més habituals d'aeròstats són les següents:
- El globus aerostàtic és un vehicle sense cap mena de propulsió, que es desplaça gràcies a la incidència del vent sobre la gran bossa de gas de què disposen. Durant el vol i amb cap altra mena d'interacció dinàmica, el control de la trajectòria del globus no pot controlar-se a voluntat. La pràctica habitual amb aquestes aeronaus és la de canviar d'altitud per cercar els corrents d'aire amb les direccions i intensitats més propícies. El pilot pot controlar l'altitud escalfant l'aire (disminuint la densitat de l'aire del dipòsit) o soltant càrrega o llast (disminuint el pes que ha de sustentar l'aire menys dens del dipòsit).[2]
- dirigible, és una aeronau més lleugera que l'aire. Un exemple famós de dirigible és el zepelí, una aeronau dirigible caracteritzada per sustentar-se per un conjunt de bosses de gas amb una coberta aerodinàmica i amb una góndola rígida. Alguns accidents amb aquest tipus d'aeronaus com el del LZ 129 Hindenburg, que es cremà en un accident provocant una tragèdia, van fer que els zepelins caigueren en desús. Hi havia altres tipus de dirigibles no rígids es caracteritzaven per unes bosses de gas, moderadament aerodinàmiques, amb estabilitzadors a la part del darrere. Com a gas sustentador dels dirigibles, generalment es fa servir heli. Aquest gas es tanca en una càmera de dimensions prou grans per permetre la sustentació de l'aparell.

### Aeronaus més pesants que l'aire (aerodines)

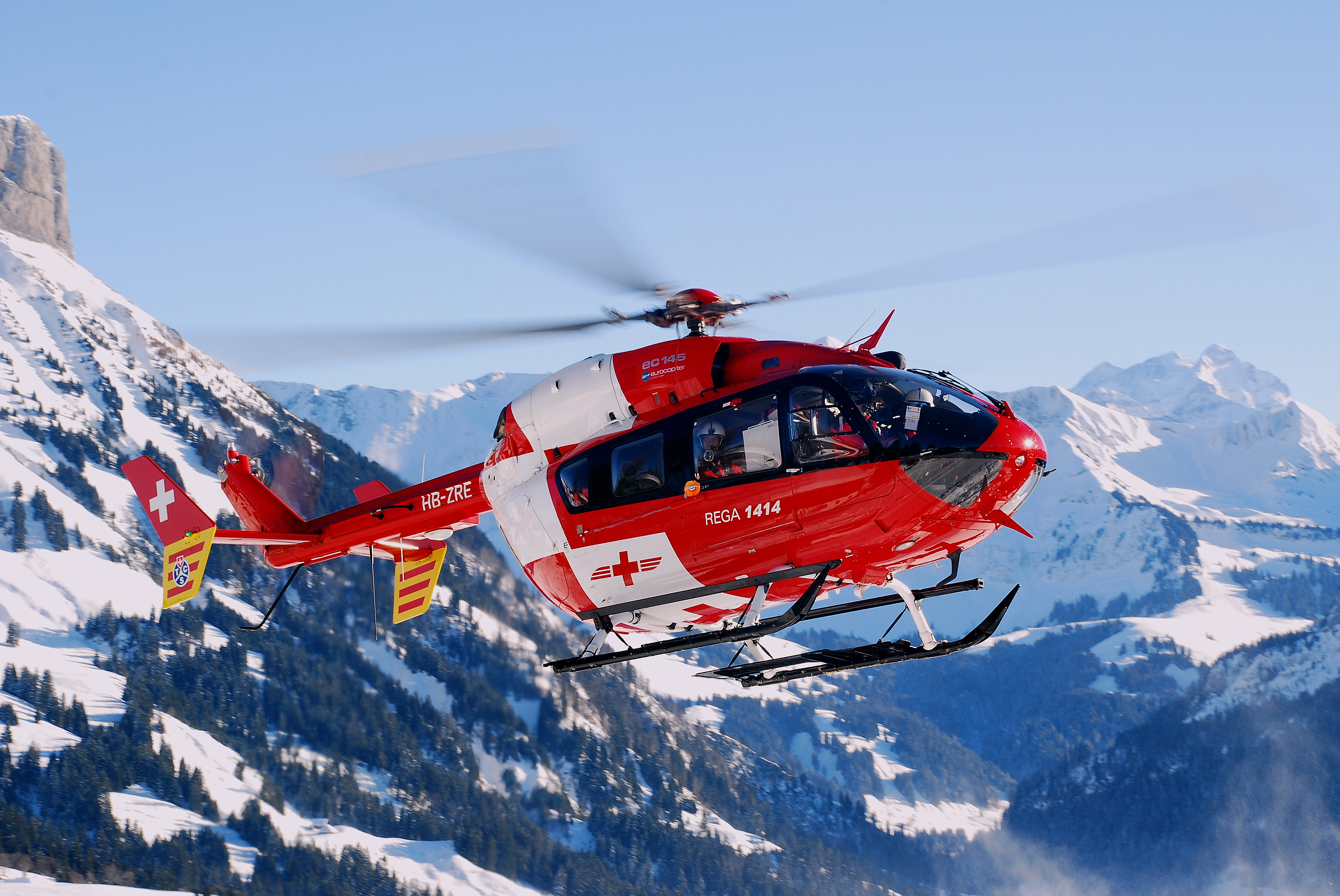
Helicòpter de salvament Eurocopter EC-145.

La sustentació dels aerodines es genera aprofitant l'efecte sustentador produït per perfils aerodinàmics instal·lats al vehicle. Es fan servir diferents configuracions d'ales enfrontades a un vent relatiu amb una velocitat i direcció adequada per produir la sustentació. Aquesta sustentació pot ser contribuïda, també, per la sustentació que prové directament de l'empenyiment dels gasos de sortida d'un motor amb una certa inclinació amb la línia de l'horitzó. Les aeronaus VTOL són un cas d'aeronaus a les quals aquest empenyiment s'aprofita majoritàriament, mentre se s'enlaira en vertical, mitjançant toveres dirigibles a voluntat.
El més comú és el disseny d'aeronaus amb la sustentació de les ales de què disposa, ja es troben fixes o rotatives. Per volar, l'ala ha de moure's en direcció contrària a un corrent d'aire incident en relació al moviment de l'aeronau; el pas de l'aire al voltant de la geometria d'un perfil d'ala fa que a la part superior l'aire travessa amb més velocitat que a la inferior, i que el corrent es deflecteixi en certa manera. Això genera una pressió repartida a l'ala de manera que l'empeny cap a dalt.
La consecució d'un vent relatiu als perfils aerodinàmics suficient per enlairar-se és deguda al moviment dels perfils o ales dins d'una massa d'aire. Segons les configuracions d'ales, els aerodines s'anomenen:
- Avions, quan volen gràcies a la pròpia capacitat de mantenir una velocitat de moviment, fent que el vent relatiu a les ales fixes de què disposa sigui prou per aguantar-se en la sustentació que generen. El seu precedent històric foren les milotxes, que foren inventades a la Xina al voltant de l'any 500 aC i que van servir per fer investigacions prèvies als pioners de l'aviació abans de disposar d'instal·lacions adequades per fer assajos.
- Girodines, quan volen gràcies a la sustentació d'unes ales rotatives que formen una hèlix. Aquest és el cas dels helicòpters i dels autogirs. Tenen una maniobrabilitat extrema, no requereixen una pista tan llarga com les aeronaus convencionals, encara que la seua velocitat i capacitat de càrrega està limitada.
- Ornitòpters, que volarien fent servir la reacció de batre unes superfícies sostenidores, dotades d'un moviment de batuda imitant als ocells. Es tracta d'una aplicació purament experimental.

## Classificació per propulsió

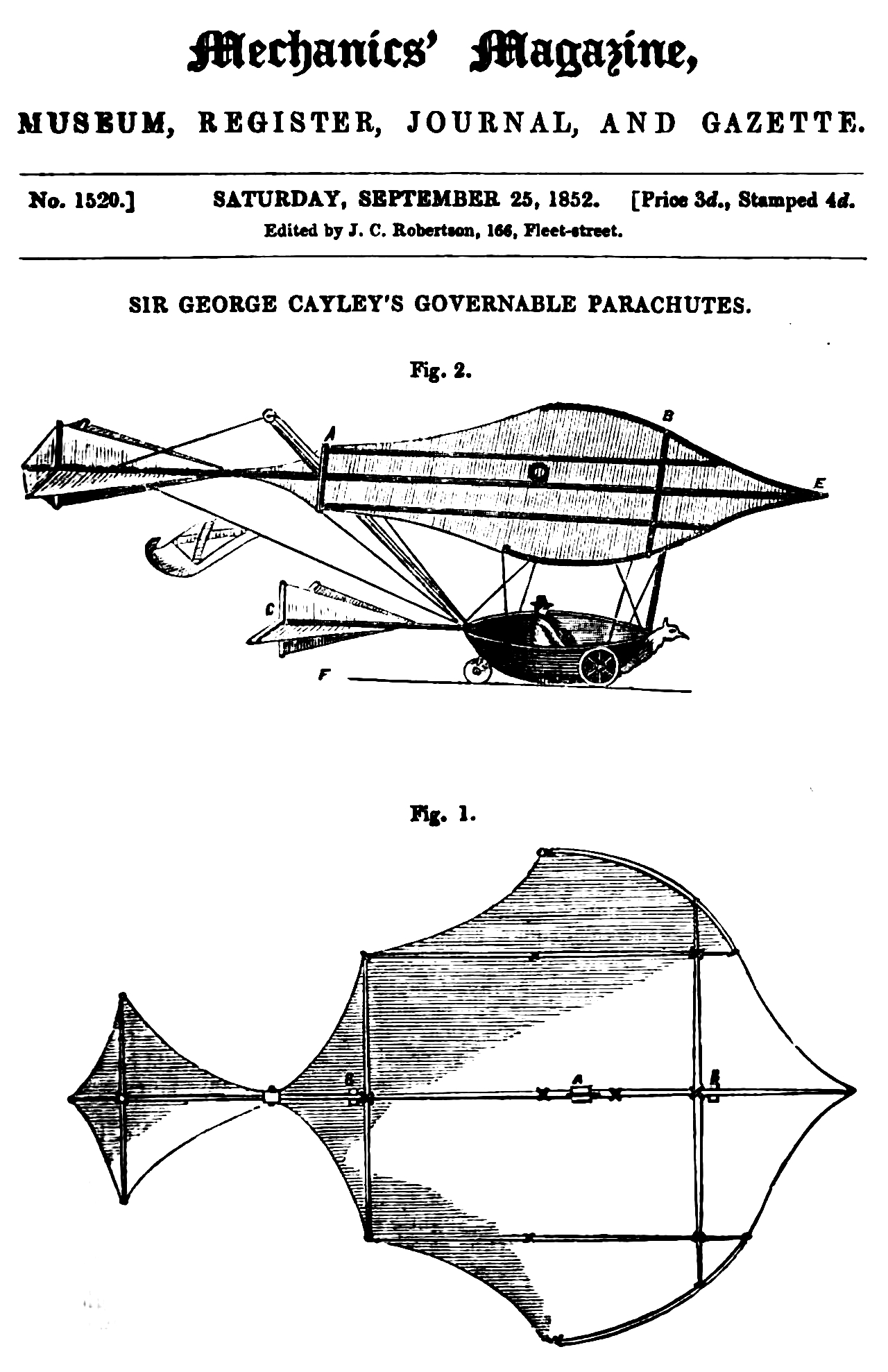
Dibuix d'un dels planadors experimentals de Cayley.

El mètode de propulsió és clau per aconseguir els objectius d'una determinada aeronau. La tecnologia ha posat a l'abast dels dissenyadors d'aeronaus diferents maneres de donar potència al vehicle, que s'han adaptat a les més diverses configuracions aeronàutiques. Des del primer vol propulsat efectuat pels germans Wright amb un motor de 25 hp i de només 81 kg de pes, fins als més potents motors de turbina de gas s'ha passat per múltiples configuracions.

### Aeronaus sense planta de potència
Les aeronaus més pesants que l'aire, com per exemple Planadors, parapents i ales delta, volen gràcies a la sustentació de les ales sense cap planta de potència instal·lada, aprofitant els corrents d'aire i la pròpia energia potencial. Aquestos vehicles poden enlairar-se gràcies al desplaçament del vehicle a grans altures, o empentant-les mitjançant altres vehicles, com per exemple altres aeronaus. Perquè els planadors mantinguen la velocitat i sustentació, han de descendir amb relació a l'aire, que no implica necessàriament 
un descens amb relació a terra. Alguns planadors poden guanyar altura gràcies als corrents tèrmiques. El primer exemple de planador controlable fou dissenyat per l'anglès George Cayley, pioner de l'aviació, que podria considerar-se el primer enginyer aeronàutic. En aquesta categoria també entren els globus i les milotxes.

### Amb planta de potència
Es poden distingir diferents tipus:
- Aeronaus d'hèlix, amb diferents configuracions de planta de potència.
- Avions de reacció.
- Helicòpters.
- Dirigibles.

## Usos de les aeronaus

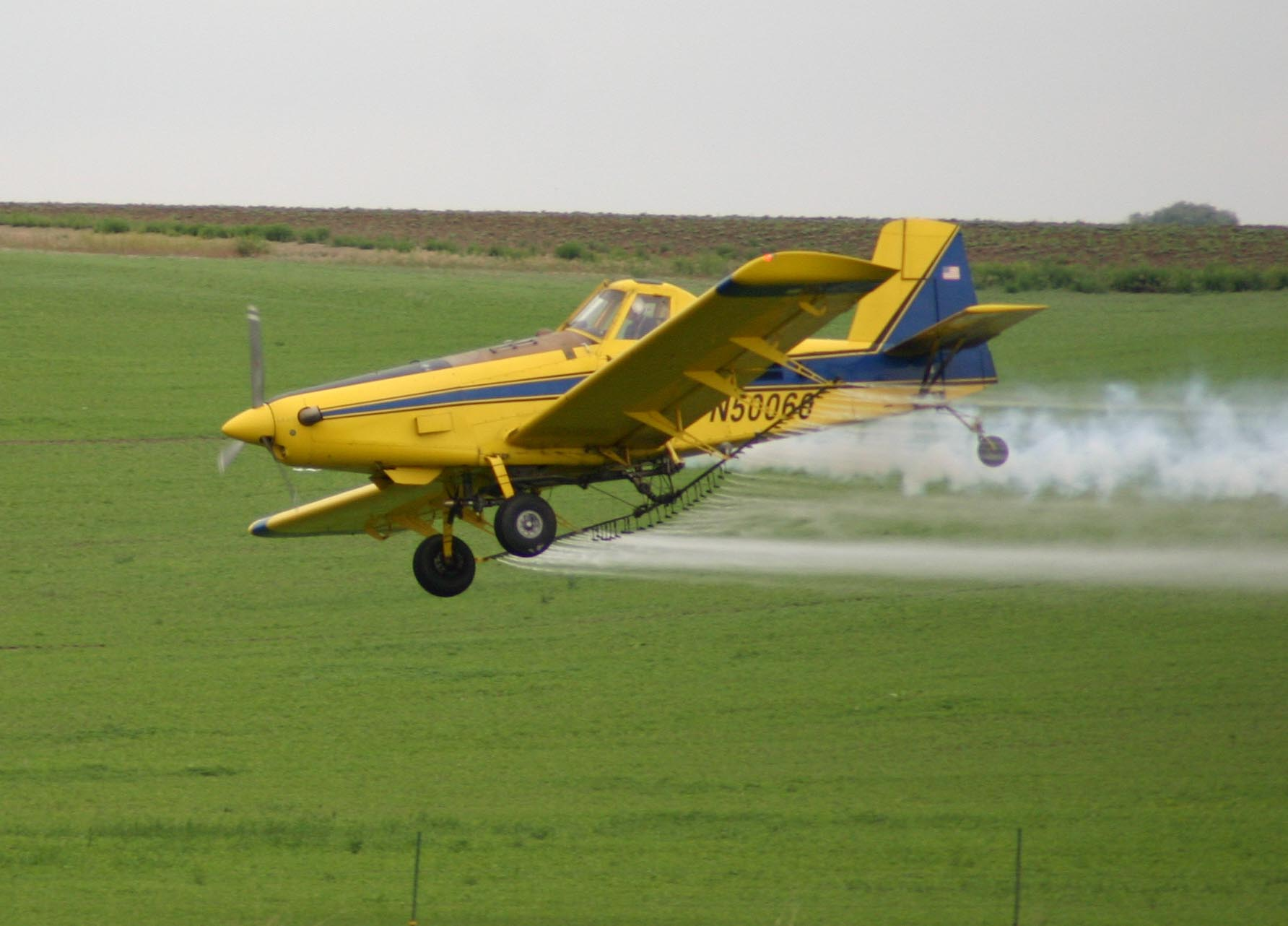
Avioneta fumigadora en plena operació.

### Ús civil
Estan incloses en aquesta categoria aeronaus que fan vols regulars i puntuals de transport de càrrega i passatgers, incloent-hi també altres usos més puntuals com la vigilància, el rescat, l'entrenament o l'ús recreatiu.
Degut a la combinació de necessitats i d'aparells que les poden cobrir, és convenient donar una llista segons la funcionalitat, ja que els casos particulars dels usos s'han de tractar un a un, resultant una llista prou heterogènia, ja que a banda dels anteriors s'aprofiten per a: fotografia aèria, filmacions, retransmissions, publicitat, control i informació del trànsit, treballs agrícoles, recerca pesquera, i d'altres no llistats abans.

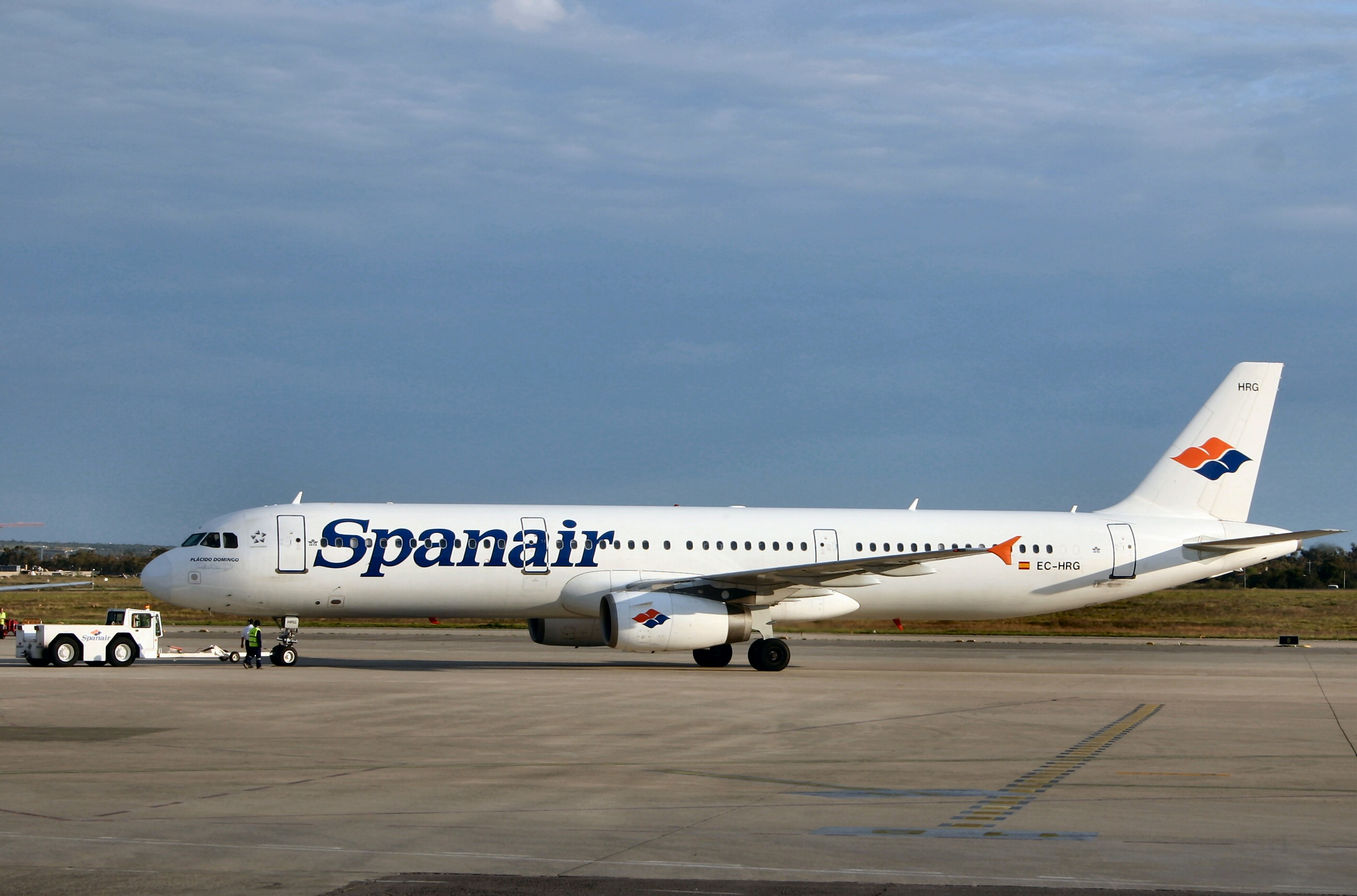
Avió comercial Airbus A321 de Spanair en moviments a peu de pista.

#### Vols d'aerolínia programats
Referida als vols d'aeronaus que cobreixen principalment el transport de passatgers o de càrrega, estant al mateix temps dividida segons l'ús que se'n faça, ja que en alguns casos es transporta només passatgers o només càrrega o correu.
Els vols d'aerolínies poden cobrir diferents abasts, des de ciutats al mateix país, fins a llargs vols intercontinentals, segons els tipus d'avió de què disposen, essent les de cos ample les que es fan servir per als llargs abasts. Les aerolínies normalment fan servir aeronaus pròpies o cedides per tal de donar servei als clients i poden formar part d'aliances o acords amb altres aerolínies.
Es tracta d'una activitat molt àmplia que dedica una gran part dels seus esforços d'operació al manteniment dels serveis aeris: força de treball, combustible, avions, distribució i logística, servei de restauració, motors, recanvis i parts, assegurament d'aviació, gestió d'operacions en terra, etc.
La presència de la base d'activitats de la companyia concentrada a un centre de connexió (aeroport connector) concret dona avantatges econòmics al fer servir aquest emplaçament com a focus preferit pels seus vols programats, ja que en certa manera es guanya control sobre l'oferta de vols des d'un aeroport determinat, resultant així una maniobra de màrqueting que permet absorbir més viatgers que els competidors en termes relatius.

#### Avions d'entrenament
L'ús d'aeronaus per tal d'entrenar pilots és una necessitat per tal d'aconseguir professionals experimentats que piloten els aparells.
Se solen fer servir petits avions monomotor d'hèlix, com per exemple els Cessna 172. En aquest cas es fan servir avions semblants a les aeronaus d'ús recreatiu, a causa de la seua senzillesa i al seu preu més assequible. De fet és factible llogar-ne un per entrenar-se o amb fins recreatius.

#### Vols en globus
Es fan servir aeronaus més lleugeres que l'aire per transportar passatgers en vols recreatius. Aquestos aparells s'ajuden d'un compartiment en forma de banasta per tal d'allotjar els passatgers, el pilot, els equips de comunicació i els subministraments necessaris per mantenir unes adequades condicions de l'aire, que dona sustentació a l'aeronau. Aquesta cistella és subjectada a la bossa principal d'aire gràcies a tirants resistents al pes que carreguen.

#### Vols de planador

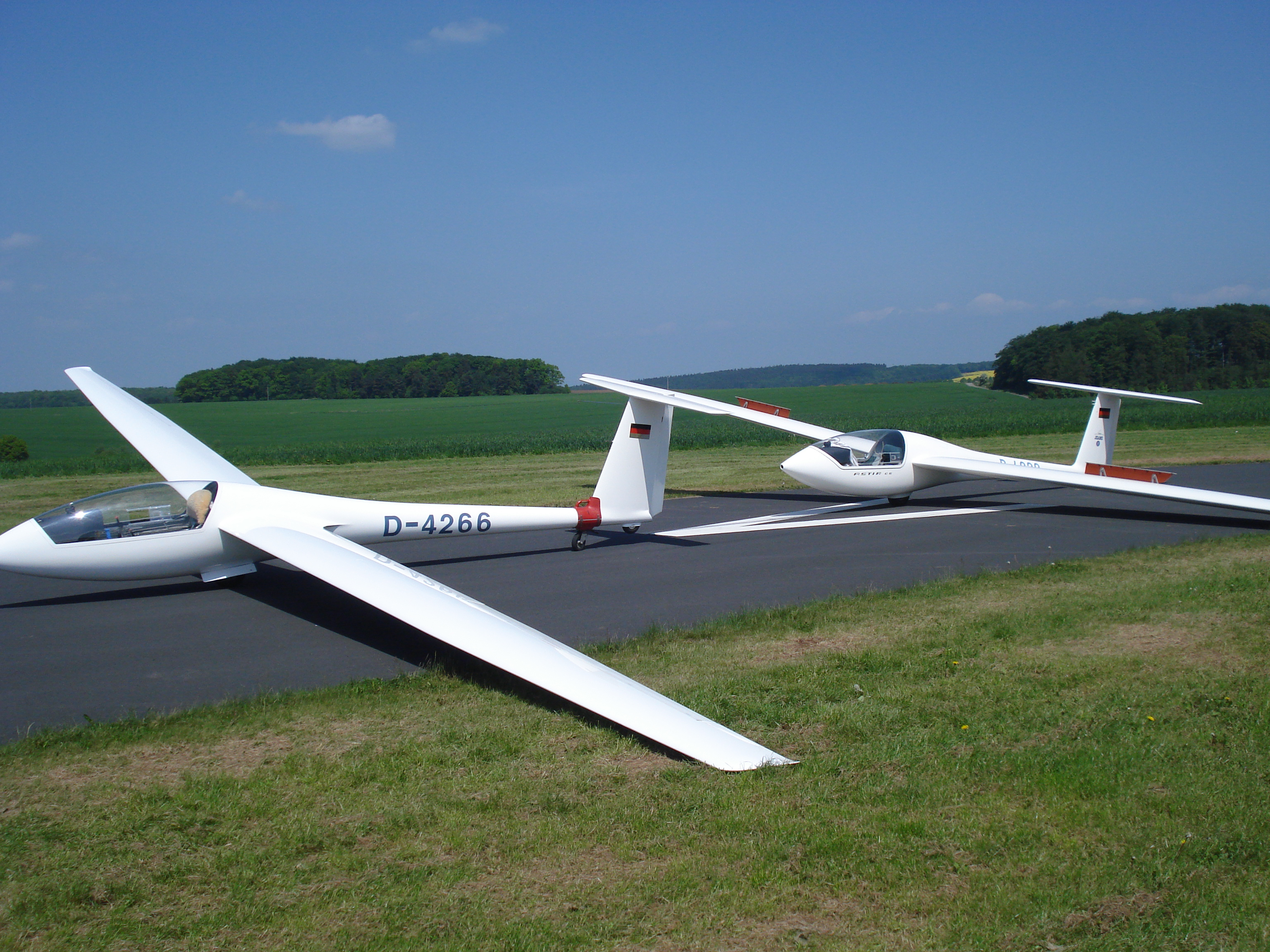
Dos planadors a una pista d'aterratge, cal notar la forma esvelta del disseny i la llargària de les ales.

Se sol fer ús de planadors amb fins recreatius i els solen fer servir aficionats a aquesta modalitat de vol. Per tal d'engegar el vol cal que el planador se situe a una altura suficient, ja que depèn de la seua energia potencial inicial i d'altres mitjans naturals per fer el vol. El pilot no només se serveix de les variacions d'altura per tal de guanyar velocitat, també s'aprofiten els corrents atmosfèrics i tèrmics; el grau d'aquest aprofitament depèn de l'habilitat i l'experiència del pilot, que troba aquests corrents i pot recórrer d'un lloc a un altre aprofitant-se de les fonts emanadores de corrents. La pràctica que se segueix en trobar un corrent consisteix a volar en espiral per tal d'agafar altura. Els vols amb aquestes aeronaus poden tenir una durada considerable, ja que amb l'aprofitament dels corrents poden fer-se grans distàncies. En la pràctica aquestes aeronaus són remolcades per una altra amb motor fins al punt de partida o bé es llancen des de grans altures per tal d'iniciar el vol.
Els dissenys emprats a aquestes aeronaus són molt esvelts i disposen d'ales molt llargues i d'una superfície alar molt elevada amb relació a la càrrega que suporten. L'objectiu dels dissenys és obtenir una elevada relació de sustentació respecte a la resistència que generen {\displaystyle {L/D}}. D'aquesta manera, els dissenys poden arribar a relacions de 43:1 o fins i tot 60:1 pels més lleugers i aerodinàmics. Una referència històrica és que l'avió dels Germans Wright tenia una relació {\displaystyle {L/D}} igual a 3.9:1 com a valor de disseny.

#### Vols acrobàtics
Es tracta d'una modalitat de vol que consisteix a fer acrobàcies amb les aeronaus dissenyades per a tal efecte. Normalment aquestes aeronaus tenen unes característiques de resistència especials en la seua estructura, ja que en aquestes pràctiques se solen assolir alts nivells d'acceleració (se solen mesurar en múltiples de g). Els aficionats a aquesta modalitat solen practicar-la com a repte únic que depèn de la precisió que es tinga com a pilot. Algunes escoles de vol donen classes amb instructors qualificats.

#### Hidroavions
Per a operacions amb petites aeronaus a prop del mar, pot ser útil l'ús d'avions capaços d'envolar-se i amarar fent servir la mateixa superfície de l'aigua. Aquestos ports es poden trobar a grans llacs o bé al mar.
Per fer-les surar sobre l'aigua, aquestes aeronaus s'equipen amb flotadors amfibis, que disposen de rodes amb capacitat de retreure's i així s'adapten a tota mena de pistes d'aterratge.

#### Vols amb ultralleuger
S'anomenen ultralleugers a les aeronaus amb un límit de pes de quatre-cents quilograms segons legislació vigent
 i de
 amb un disseny molt simple de l'estructura, feta de tubs metàl·lics d'algun aliatge lleuger i amb opció d'ésser equipades amb una planta de potència.
La forma pot ser tan simple com la d'una cometa triangular o bé la d'una aeronau carenada i instrumentada. De fet es distingeixen senzillament pel nombre de seients, o per si es tracta simplement de paracaigudes o parapents ja siguen motoritzats o no motoritzats.

#### Ús d'helicòpters

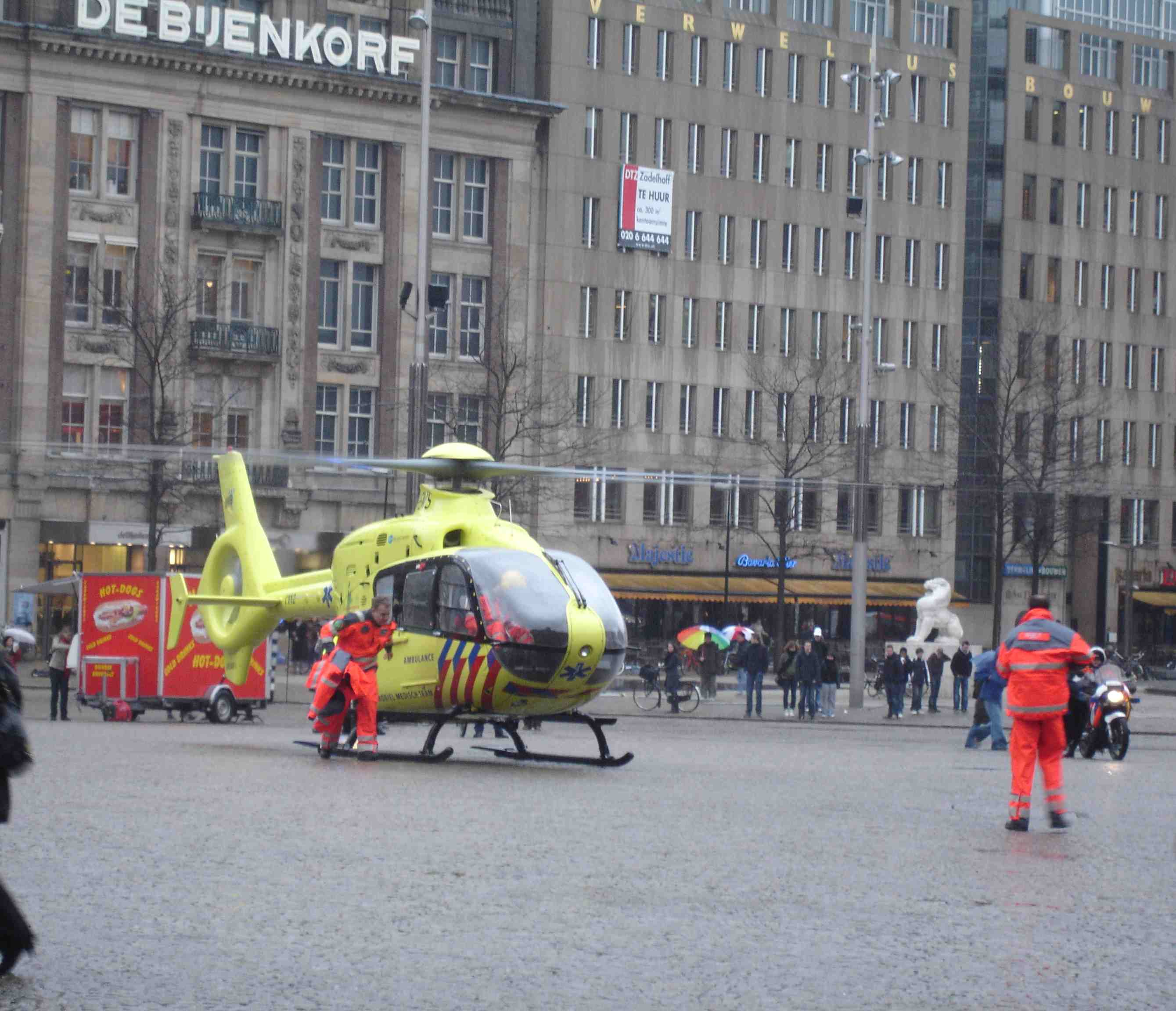
Helicòpter de l'equip mèdic mòbil neerlandès en servei d'emergència.

Els helicòpters són aeronaus molt emprades als vols civils a causa de la seua versatilitat. La capacitat d'enlairar-se en vertical els fa molt apropiats per prendre pistes curtes o espais reduïts com, per exemple, terrats per tal d'enlairar-se. És normal fer servir helicòpters per part dels serveis públics a les ciutats, per a tasques de vigilància o emergències de foc o ferits. En el cas especial de les emergències són útils per ser capaços d'arribar als llocs on efectuar les tasques de salvament, fins i tot si s'han produït catàstrofes que n'impedeixen l'accés. Es poden fer servir també en casos d'emergències quan cal una visió aèria de situacions complicades i dels moviments de la gent, podent també transportar experts i equipament al lloc designat.
És especialment importat tenir en compte les alteracions que es poden causar a l'ambient amb l'ús aeronaus d'aquest tipus, sobretot als enlairaments, on s'alça pols i contaminació i se sotmet a càrregues el lloc d'aterratge. És especialment crític als hospitals, on se sol situar la pista d'aterratge al terrat, lloc també se solen situar les entrades de ventilació.

#### Lluita contra plagues agrícoles
En el cas agrícola, l'aeronau és un aparell clau en la lluita contra fortes plagues, com és el cas de la llagosta. Té l'inconvenient de què les maniobres de petits avions per fumigar tenen un risc major que altres tipus de vol.

### Ús militar

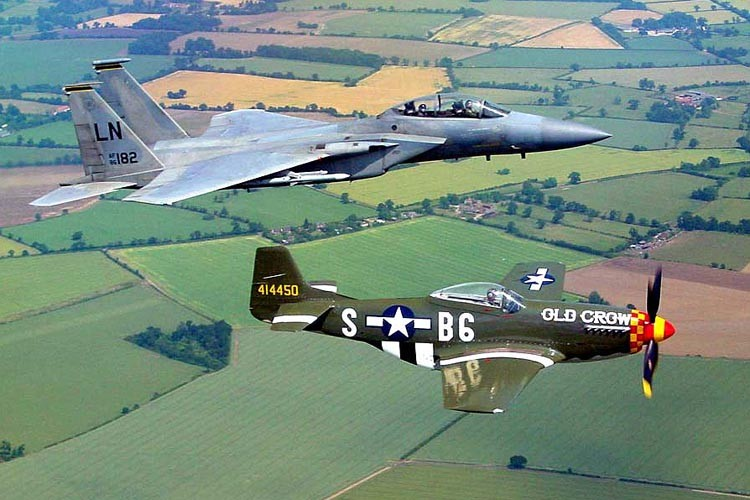
Un F-15 Eagle i un P-51 Mustang volant en parella. Ambdós avions són exemples d'aeronaus dissenyades per a usos militars.

El nombre d'aeronaus d'ús militar és petit, quan es compara amb el gran nombre d'aeronaus civils. Estan incloses en aquesta categoria, caces, helicòpters i altres avions dissenyats per l'exèrcit, o bé es tracta d'adaptacions dels civils amb petites modificacions o bé quan es fan dissenys específics per transportar càrrega i soldats o entrenar pilots.

#### Caces
Els caces són un tipus d'avions que serveixen per al combat aire-aire amb altres aeronaus, la qual cosa el diferència del bombarder, que tracta de fixar objectius fixos al sòl. Encara que tècnicament el terme caça s'hauria d'emprar per als avions dedicats a la superioritat aèria, se sovint trobar-se que s'anomenen també caces als avions multipropòsit que també tenen habilitats d'atac a terra. La seva mida és relativament petita i el seu disseny prioritza la velocitat, l'agilitat, l'armament i els sistemes que s'incorporen per tal de fixar i perseguir blancs.

#### Bombarders
Es tracta d'aeronaus militars dissenyades per atacar objectius soltant una càrrega de bombes al seu damunt. Es caracteritzen per la seua autonomia, la gran capacitat de càrrega i també pel suport necessari en l'àmbit de la navegació i l'autoprotecció.

#### Usos mixtos
La logística militar ha fet que es valore i s'haja desenvolupat l'ús mixt d'avions que juguen amb diferents rols alhora. Es tracta d'avions que són capaços, per exemple, de bombardejar i als quals se'ls han fixat també restriccions per fer-los útils per al combat aire-aire.

#### Reconeixement
Es fan servir avions d'aquest tipus per al reconeixement i exploració de terreny amb l'objectiu de guanyar informació. De vegades es fan servir per servir d'escolta o per rastrejar a zones on s'esdevenen actes importants.

#### Abastiment en vol
L'abastament en vol consisteix a transferir càrrega de combustible entre aeronaus durant el vol, per tal de reomplir el dipòsit d'una de les aeronaus sense aterrar i així augmentar-ne l'abast. Aquesta missió la realitzen avions especialitzats, sovint avions de transports adaptats, i tan sols és possible si l'altra aeronau compta amb un receptacle apte per a l'abastament aeri. La correcta planificació de l'abastament en vol a les missions és útil, ja que permet enlairar-se amb una major càrrega d'equipament o de personal que si s'hagués de carregar tot el combustible de partida. L'abastament en vol es planteja també com a instrument per mantenir a l'aire les aeronaus no tripulades que es dediquen a la vigilància de territoris.

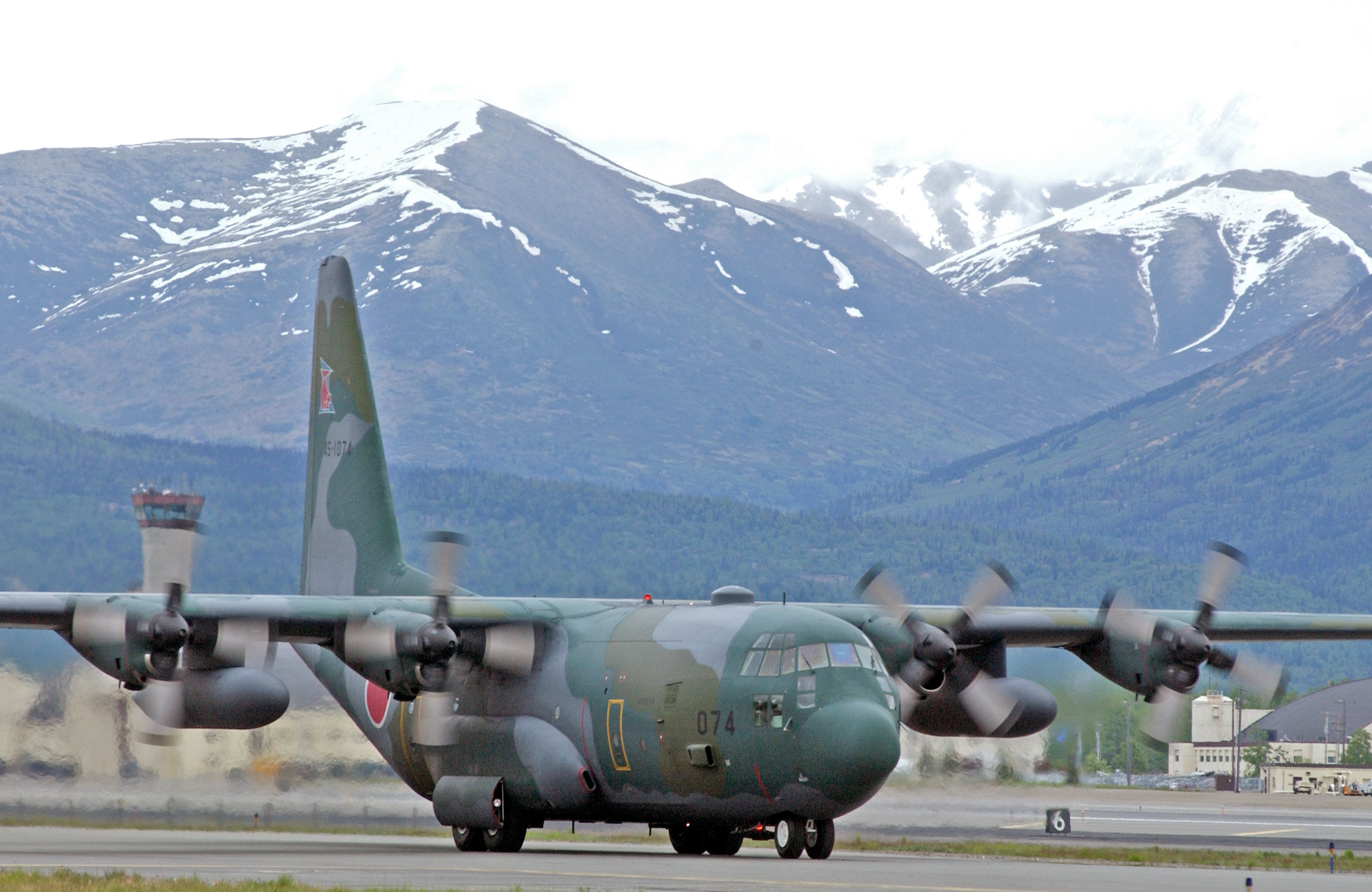
El C-130 Hercules és ben conegut en el camp de la logística militar.

#### Transport
Es tracta d'avions que serveixen com a instrument per a l'enviament de subministraments o personal. Es podrien distingir entre activitats estratègiques i tàctiques, segons la missió que desenvolupen. Es parla de moviments estratègics d'aeronaus de càrrega, quan es facen abastiments de materials a grans distàncies per tal de guarnir i proveir de vitualles als emplaçaments militars, o bé es parla de tàctica, quan la precisió en temps i espai de la missió siga crítica per la consecució d'aquesta. De fet és destacable l'ús d'helicòpters i altres aeronaus de transport per al transport tàctic en contraposició als enormes turboventiladors o turboprops que es fan servir al transport estratègic.

## Història

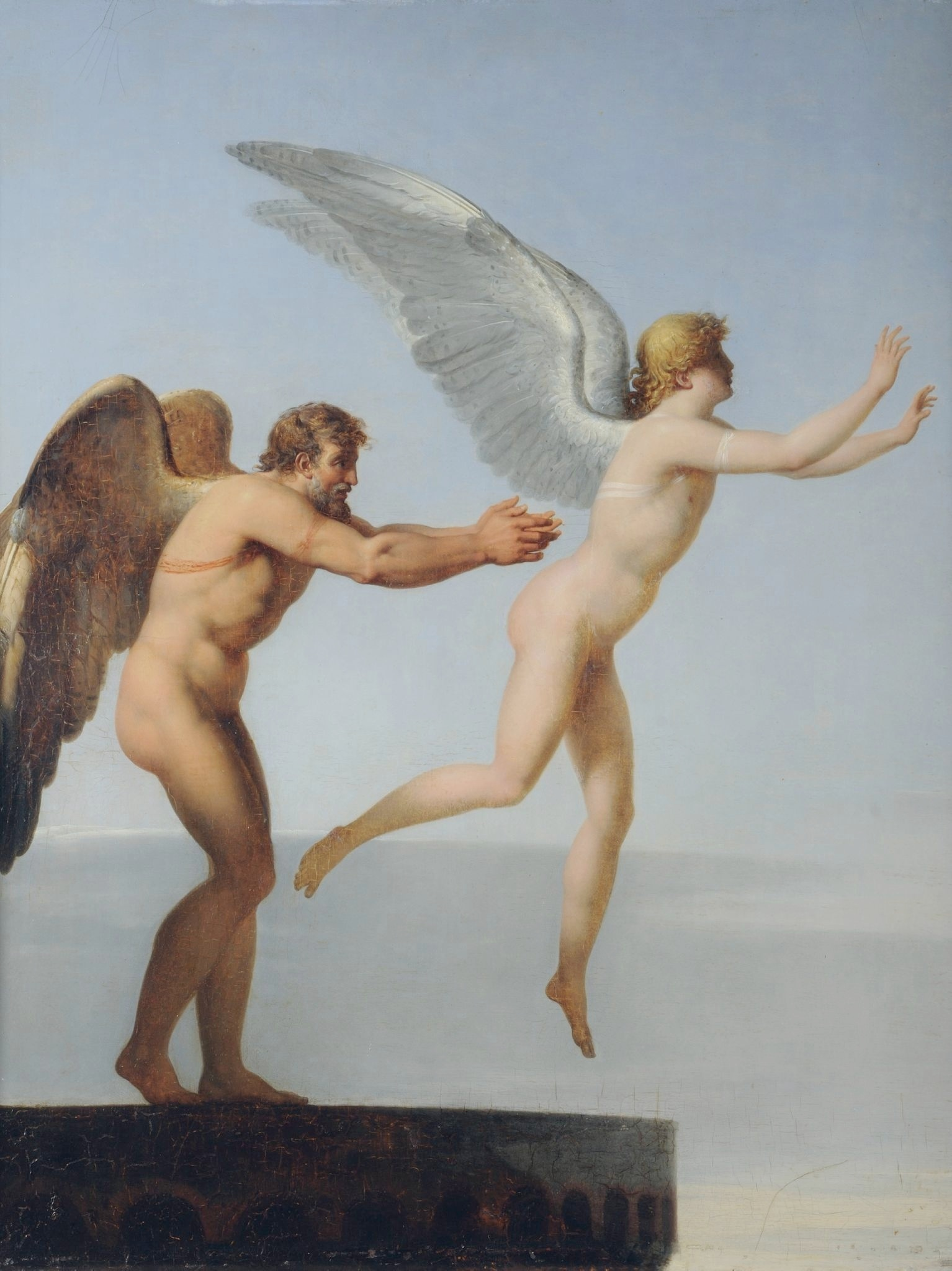
Dèdal empentant a volar a Ícar.

Els primers dissenys fets per inventors, que foren seguits per les proves de vol dels aventurers de l'aviació, no tenien un coneixement massa profund de les propietats sustentadores de les geometries dels cossos a l'aire. Només comptaven amb les observacions de les aus i consideraven l'energia muscular com l'únic mitjà per donar potència a les aeronaus. A l'altra banda hi són les conegudes llegendes de l'antiguitat, Dèdal, Abaris, Archytas que són l'expressió del desig de l'home de volar.
Hi ha constància de vols de planador a Al-Andalus, durant la renaixença amb la dinastia omeia a l'emirat de Còrdova. En aquest context l'inventor Abbas Ibn Firnas, va fer servir ales entelades amb estructura de fusta amb èxit l'any 875, per llançar-se del minaret de la Mesquita de Còrdova. El resultat d'aquesta prova es considera un èxit, llevat pel fet del mal aterratge que va patir, per no proveir-se d'una manera de cessar la sustentació al final del vol.

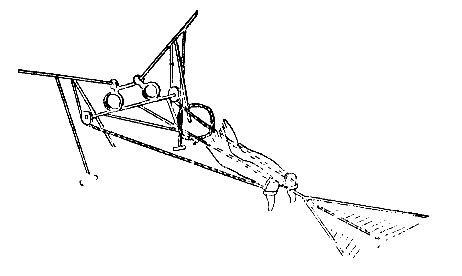
Primer disseny d'aeronau de Leonardo da Vinci que fa servir potència humana per propulsar-la.

Ja a la renaixença, es troben les propostes de Leonardo da Vinci, el pintor, escultor, arquitecte i enginyer, que no només va fer dissenys sobre paper i la construcció d'un paracaigudes operatiu, sino que va anar més enllà i va considerar la idea de construir un aparell per tal de propulsar un parell amb ales, trobant-ne prou dissenys als seus blocs de notes.
Aquests i d'altres precursors de l'aviació pràctica i dels dissenys fan que s'intensificaren els esforços per dissenyar i fer vols en la pràctica cap al final de l'edat moderna. En aquest moment, els esforços es focalitzen en la consecució de vols i de dissenys aprofitables, per una banda, en globus, i, per l'altra, en planadors i dissenys preliminars d'hèlix rotatives per tal de propulsar o donar sustentació.
En el camp del vol tripulat, és l'esdeveniment protagonitzat pels Germans Montgolfier a 1783, es tracta del primer vol tripulat amb Globus, amb 219 kilos de pes. Aquest esdeveniment, marca el punt de sortida de les possibilitats del viatge per l'aire. Als dissenys d'aeronaus més pesants es poden observar els dissenys de Besnier, Bacqueville, Bourcart i Dandrieux en la creació de màquines propulsades per l'home, i, per altra banda, i continuant les idees de fer servir una mena de tornassol per sustentar-se a l'aire per part de Leonardo Da Vinci, el problema va ser estudiat pel matemàtic J.P. Paucton a 1768 i abordat en la pràctica per primera vegada amb els experiments de Christian de Launoy i el seu mecànic Bienvenu a 1784. Calia esperar, doncs, que totes dos tècniques, la dels planadors i la de la propulsió progressaren fins a tenir operatiu un avió segons la definició.
Aquesta idea d'obtenir la força sustentadora de l'aire de manera contínua amb l'ús d'una ala fixa, en comptes de les ales batents sovint emprades per dissenyadors d'ornitòpters o de les rotatives dels dissenys derivats del tornassol de Da Vinci, no es va prendre fins a 1842 amb un avió que disposava d'ales i d'una hèlix, el qual es va dissenyar i amb el qual es van fer experiments. Encara que els avions foren els últims aparells amb els quals s'experimentà en la cronologia de l'aviació, són ara l'aparell amb més èxit al present. A 1848 John Stringfellow juntament amb l'enginyer W.S. Henson va fer experiments per tal de construir un avió que feia servir una màquina de vapor com a planta de potència. Aquest avió, patentat el 1842, seria l'instrument principal per aconseguir un negoci de transport que es llançaria i s'aniria promocionant mentre les proves amb la màquina anigueren progressant amb èxit. Tècnicament es tractava d'un avió amb superficies fixes fet amb una estructura de barres rígida i entelada. A la part inferior d'aquesta estructura sustentadora s'hi situà un cotxe que contenia un motor de vapor, els subministraments i els passatgers. L'aparell seria propulsat per un parell de rodets, que actuarien sobre l'aire de la mateixa manera que un molí. Al darrere hi hauria una cua, també entelada i feta de barres estructurals, amb forma triangular i amb la capacitat d'actuar augmentant o disminuint l'àrea segons els desitjos del pilot, que també podia variar-ne l'angle per descendir o augmentar altura. També es disposava de timó de direcció i d'una vela per estabilitzar la direcció. Se suposava que l'aparell hauria de romandre inclinat per mantenir la sustentació necessària i, de la mateixa manera, tots els enlairaments s'haurien de fer amb pistes inclinades, començant el vol des de la sortida de la pista a seua part superior. Aquest projecte va fracassar, ja que no es disposava d'una estructura prou estable com per mantenir un vol, qualsevol pertorbació trencava l'estabilitat i resultava perillós enlairar-se.
Similars dissenys i proves van demostrar la viabilitat de l'avió com a aeronau amb el vol controla dels Germans Wright, de manera que es donà pas a l'època dels pioners de l'aviació en un intent continu d'aconseguir un vol controlat, sustentat i amb motor de manera estable el 17 de desembre de 1903.
Una altra fita de començaments del segle xx fou la consecució de vol de girodines i de l'explotació dels seus avantatges. Amb l'autogir de Juan de la Cierva a 1919 s'aconseguí acurtar les pistes necessàries per enlairar-se i aterrar. Fou aprofitant-ne els hites tècnics resolts per aquest tipus d'aeronaus que s'aconseguí el primer helicòpter pràctic i controlable cap a 1936, el Focke-Wulf Fw 61 que era capaç de demostrar capacitat per a l'autorrotació.
Els posterior avanços en aquesta tècnica s'aconseguiren en paral·lel a les carreres de desenvolupament d'aeronaus dutes a terme a la Primera i Segona Guerra Mundial i després a la Guerra Freda, principalment amb la inversió dels governs enfrontats. La dinàmica general en el camp de l'aviació ha estat la de transferir les tecnologies adquirides a aquestes curses armamentístiques i els aparells sobrants per a l'ús i la investigació civil.
Ja a l'època present es troba el desenvolupament i explotació d'aeronaus sense tripulació UAV i de les necessitats d'augment de l'eficiència de les aeronaus de transport civil, a causa dels costos creixents del petroli de 2003 a 2008.